# Beaumont (Corrèze)
Beaumont é uma comuna francesa na região administrativa da Nova Aquitânia, no departamento de Corrèze. Estende-se por uma área de 10,9 km². Em 2010 a comuna tinha 120 habitantes (densidade: 11 hab./km²).